# Марсове поле (Париж)

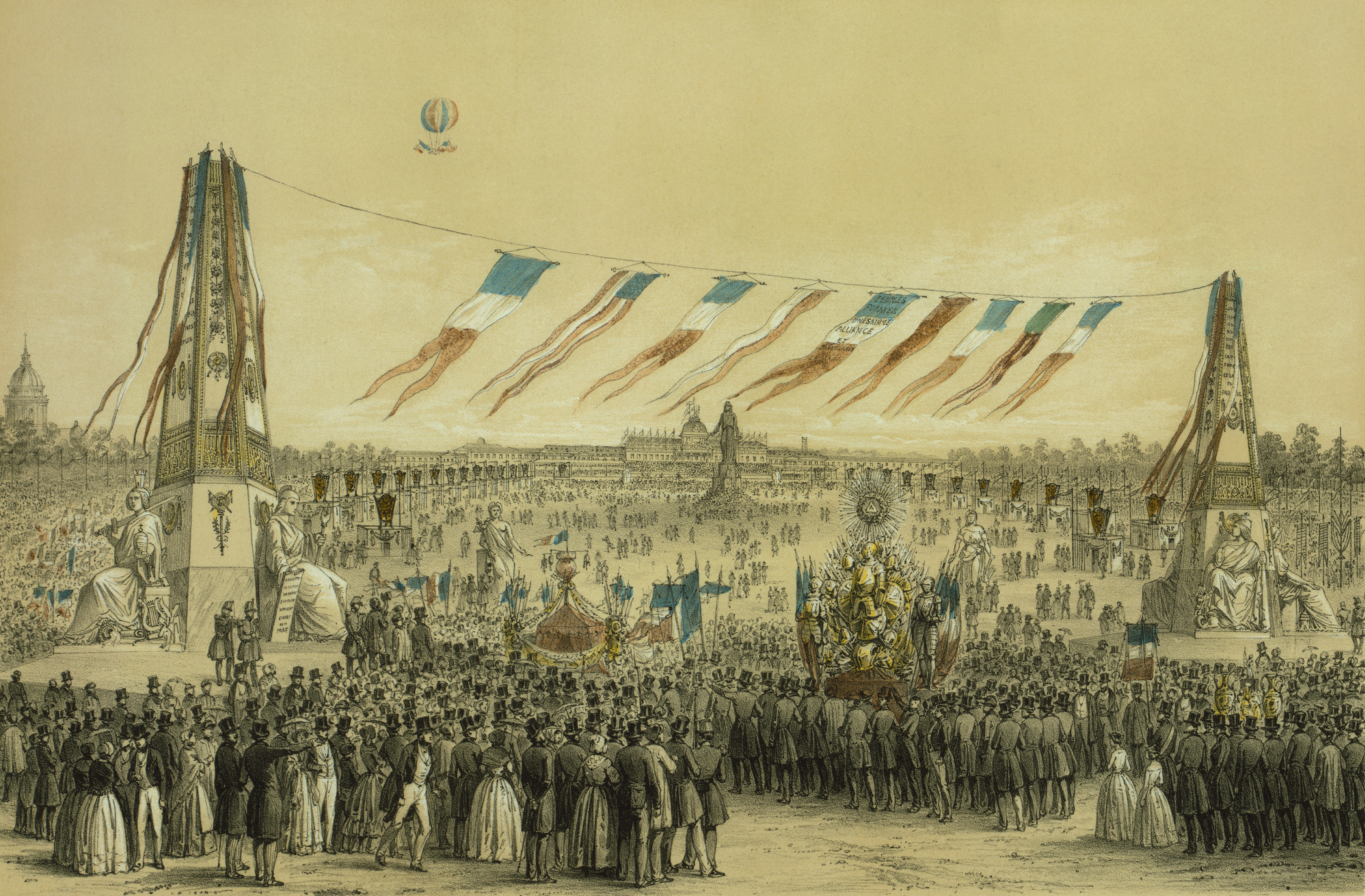
Свято Згоди 21 травня 1848 року. Прибуття професійних об'єднань

Марсове поле (фр. Champ de Mars) — публічний парк в 7-му окрузі Парижа, між Ейфелевою вежею з північного заходу і Військовою школою з південного заходу. Розташований в західній частині міста, на лівому березі річки Сена.

## Історія
Спочатку Марсове поле мало назву рівнина Гренель (фр. La plaine de Grenelle), територію якої здебільшого використовували як сільськогосподарські угіддя.
1751 року Людовик XV ухвалив рішення про створення Військової школи для хлопчиків із збіднілих аристократичних сімей. Відкриту велику територію перед будівлею нової школи назвали Марсове поле на честь бога війни Марса й використовували як військовий плац. Саме тут була урочисто складена присяга першій французькій конституції 14 липня 1790 року, а також відбувалися події народного повстання 17 липня 1791 року.
27 серпня 1783 року фізики Жак Шарль, а також Анн-Жан (1758–1820) і Нікола-Луї Робери (1760–1820) проводили на Марсовому полі перші досліди з аеростатики. Саме з Марсового поля у 1874 один з піонерів повітроплавання Жан-П'єр Франсуа Бланшар уперше здійснив керований політ на повітряній кулі.
Після Великої революції на Марсовому полі влаштовувалися патріотичні свята. З 1833 до 1860 проводились кінні перегони. З 1867 року тут почали регулярно проводитися всесвітні виставки.
14 липня 1790 року, в день річниці взяття Бастилії, тут пройшло перше всенародне свято Федерації. Але вже через рік зелень Марсового поля була зрошена червоним — кулі гвардійців під командуванням мера Парижа Жана-Сільвена Байї обірвали життя майже п'ятдесяти маніфестантів, відкрито виступили за повалення короля.
Детальніші відомості з цієї теми ви можете знайти в статті Розстріл на Марсовому полі.
Різанина на Марсовому полі — подія Французької революції, пов'язана з невдалою спробою втечі Людовика XVI, відбулася 17 липня 1791 року.
